# Agromyza felleri
Agromyza felleri är en tvåvingeart som beskrevs av Erich Martin Hering 1941. Agromyza felleri ingår i släktet Agromyza och familjen minerarflugor. Arten är reproducerande i Sverige. Inga underarter finns listade i Catalogue of Life.